# Call It Stormy Monday (But Tuesday Is Just as Bad)
Call It Stormy Monday (But Tuesday Is Just as Bad) conosciuto anche come Stormy Monday o Call It Stormy Monday è un brano blues scritto da T-Bone Walker registrato per la prima volta nel 1947 accompagnato dal trombettista Teddy Buckner. La prima pubblicazione avvenne per l'etichetta Black & White Records come lato B di I Know Your Wig Is Gone. Fu registrato nuovamente e pubblicato dall'Atlantic Records nel 1959.
A volte viene confuso col brano jazz Stormy Monday Blues scritto nel 1942 da Earl Hines e Billy Eckstine.
Il brano è strutturato come un classico blues in 12 misure.

## Curiosità
Il regista Mike Figgis prese dal brano il titolo per il film Stormy Monday - Lunedì di tempesta del 1988.

## Cover
Il brano è stato oggetto di cover da parte di numerosi artisti tra cui:
- Bobby Bland
- The Allman Brothers Band nell'album At Fillmore East
- Albert King e Stevie Ray Vaughan nell'album In Session
- B.B. King con Albert Collins nell'album del 1993 Blues Summit (MCA Records – MCD10710)
- Jethro Tull
- Eric Clapton
- Eva Cassidy
- Gary Moore
- Van Morrison nell'album dal vivo A Night in San Francisco del 1994.